# 北嶋一喜
北嶋 一喜（きたしま かずき、1985年8月6日 - ）は、日本の漫画家、テレビディレクター。富山県高岡市戸出出身。かつては北島 一喜（きたしま かずき）のペンネームも用いていた。主に「週刊少年ジャンプ」誌上にて活躍。

## 経歴
『首KUBIKARI刈』で、2001年8月期天下一漫画賞特別賞を受賞。週刊少年ジャンプ2005年45号から2006年9号まで『大泥棒ポルタ』を連載していた。早稲田大学商学部に進学し、連載中は休学していた。
『大泥棒ポルタ』連載終了後は『黒子のバスケ』のアシスタントを担当。その後、漫画家を引退し、テレビ朝日に新卒採用にて入社。テレビディレクターとして複数の番組を担当する。
『10万円でできるかな』チーフディレクター担当時代には番組公式Twitterアカウントにて番組のこぼれ話を4コマ漫画として投稿。2020年には画業に復帰し、ペンネーム「志摩次郎」名義にて、読切「冴羽スケロクは行方不明」でマンガワン漫画賞を受賞。また同様にペンネーム「木塚ましたき」にて読切作品「AD執事セバちゃん」でモーニング月例賞にて奨励賞を受賞している。
2021年からディレクターを担当している『まんが未知』では番組中のイラストも描いている。また、同番組内で立ち上がった企画によりディレクター業と並行して漫画『マンホール戦記アオイ』連載を担当する。
2024年に自らのXのアカウントで公開したインプレゾンビを題材にしたイラストが話題となり、その後「インプレゾンビの初恋」として連作を投稿。年末には物語の結末までをまとめた書籍が刊行された。

## 作品リスト
- SEA SIDE JET CITY（読切・赤マルジャンプ・2003SUMMER 2003年3月期天下一漫画賞準入選）
- 大泥棒ポルタ
  - 大泥棒ポルタ（読切・赤マルジャンプ・2005WINTER）
  - 大泥棒ポルタ（読切・週刊少年ジャンプ・2005年19号）
  - 大泥棒ポルタ（連載・週刊少年ジャンプ・2005年45号～2006年9号）
- LIZARD TAIL! マルボロ＝キャシディと仲間たち（読切・週刊少年ジャンプ・2006年46号）
- 冴羽スケロクは行方不明（読切・2020年4月期マンガワン新人賞）
- AD執事セバちゃん（読切・2020年5月期モーニング月例賞・奨励賞）
- マンホール戦記アオイ（原案・古賀葵／連載・週刊コロコロコミック・2022年5月13日～）
- インプレゾンビの初恋

## 現在の担当番組
- 林修の今、知りたいでしょ!
- まんが未知

## 過去の担当番組
- 未来ディレクター吉村
- キスマイレージ
- 古舘トーキングヒストリー
- 劇団ひとりの新番組を考える会議
- 俺の持論
- キスマイ魔ジック
- OH!エルくらぶ
- あの遊びをバージョンアップ! キスマイGAME
- 10万円でできるかな
- 声優パーク建設計画 VR部→声優パーク建設計画 メタバース部